# Городище Біла II
Городище Біла ІІ — щойно виявлена пам'ятка археології в Чортківському районі Тернопільської області. Розташована в урочищі «Батурова гора».
Внесено до Переліку щойно виявлених об'єктів культурної спадщини (охоронний номер 2885).

## Відомості
У 1989—1990-х роках обстеження Володимира Добрянського показали, що городище Біла ІІ в урочищі Монастирище за наявністю виявлених артефактів відноситься до культури Лука-Райковецька та давньоруського часу (ХІІ—ХІІІ ст.).
У 1990-х та 2005 рр. поселення розвідували та обстежували працівники Тернопільської обласної інспекції охорони пам’яток О.Гаврилюк, М. Бігус, Р. Миська. Під час обстеження пам’ятки виявлено старожитності давньоруського часу Х—ХІІІ ст.